# Shelby Harris
Shelby Harris (geboren am 11. August 1991 in Milwaukee, Wisconsin) ist ein US-amerikanischer American-Football-Spieler auf der Position des Defensive Ends. Er spielte College Football für die Illinois State University und steht seit 2023 bei den Cleveland Browns in der National Football League (NFL) unter Vertrag. Von 2014 bis 2015 spielte Harris für die Oakland Raiders, anschließend von 2017 bis 2021 für die Denver Broncos und 2022 für die Seattle Seahawks.

## College
Harris wurde in Milwaukee, Wisconsin, geboren und besuchte die Homestead High School in Mequon. Ab 2009 ging er auf die University of Wisconsin–Madison, um College Football für die Wisconsin Badgers zu spielen. Als Freshman legte er ein Redshirt-Jahr ein. Wegen eines Verstoßes gegen die Teamregeln wurde er im Februar 2010 suspendiert und entschied sich daraufhin zu einem Wechsel auf die Illinois State University. Von 2010 bis 2012 spielte Harris in 33 Partien, davon 27 als Starter, für die Illinois State Redbirds in der NCAA Division I Football Championship Subdivision (FCS). In der Saison 2012 wurde er in das All-Star-Team der Missouri Valley Football Conference (MVFC) gewählt. Vor der Saison 2013 wurde er von Illinois State wegen nicht näher benanntem „teamschädlichen Verhalten“ aus dem Team entlassen.

## NFL
Harris wurde im NFL Draft 2014 in der siebten Runde an 235. Stelle von den Oakland Raiders ausgewählt. Er stand zunächst im 53-Mann-Kader der Raiders, kam aber zu keinem Einsatz und wurde am 18. September 2014 entlassen. Anschließend wurde er in den Practice Squad der Raiders aufgenommen und für den letzten Spieltag zurück in den aktiven Kader befördert. Im Saisonfinale gegen die Denver Broncos kam Harris zu seinem NFL-Debüt und erzielte zwei Tackles. In der Saison 2015 kam er in sieben Spielen zum Einsatz und war erneut zeitweise Teil des Practice Squad.
Im Juni 2016 nahmen die New York Jets Harris unter Vertrag. Im Rahmen der Kaderverkleinerung auf 53 Spieler wurde er vor Beginn der Regular Season entlassen. Ende Dezember 2016 verpflichteten die Dallas Cowboys ihn für ihren Practice Squad, entließen ihn allerdings wenig später wieder.
Im Januar 2017 schloss Harris sich den Denver Broncos an. Dank überzeugenden Leistungen in der Preseason schaffte er den Sprung in den Kader für die Regular Season. Er konnte sich als Ergänzungsspieler etablieren und bestritt alle 16 Partien, davon sechs als Starter. Dabei erzielte er 5,5 Sacks. Diese Rolle behielt Harris auch 2018 inne und kam in 16 Spielen auf anderthalb Sacks. Am 12. Spieltag konnte er gegen die Pittsburgh Steelers mit einer Interception in der Schlussphase beim Stand von 24:17 das Spiel zugunsten der Broncos entschieden. Nach der Saison 2018 hielten die Broncos Harris mit einem Second-Round Tender.
In der Saison 2019 war Harris in allen 16 Partien Starter. Er bestritt die ersten vier Partien als Nose Tackle, bevor er auf seine gewohnte Position als Defensive End zurückkehrte. Ihm gelangen sechs Sacks und ein erzwungener Fumble. Zur Saison 2020 unterschrieb Harris einen neuen Einjahresvertrag in Denver. Er war in elf Partien Starter und verpasste vier Spiele wegen eines positiven Tests auf COVID-19 sowie die letzte Partie der Saison aufgrund einer Knieverletzung. Im März 2021 einigte Harris sich mit den Broncos auf einen Dreijahresvertrag über 27 Millionen US-Dollar.
Im März 2022 einigten sich die Broncos im Rahmen eines Trades für Russell Wilson darauf, Harris an die Seattle Seahawks abzugeben. Nach der Saison 2022 wurde er von den Seahawks entlassen.
Im August 2023 wurde Harris von den Cleveland Browns unter Vertrag genommen.

### NFL-Statistiken
| Saison                             | Saison | Spiele | Spiele      | Tackles | Tackles | Tackles | Tackles | Interceptions | Interceptions | Interceptions | Interceptions | Interceptions | Fumbles | Fumbles | Fumbles |
| Jahr                               | Team   | Spiele | als Starter | Gesamt  | Solo    | Ast     | Sacks   | PD            | INT           | Yds           | Lng           | TD            | FF      | FR      | TD      |
| ---------------------------------- | ------ | ------ | ----------- | ------- | ------- | ------- | ------- | ------------- | ------------- | ------------- | ------------- | ------------- | ------- | ------- | ------- |
| 2014                               | OAK    | 1      | 0           | 2       | 1       | 1       | 0,0     | 0             | 0             | 0             | 0             | 0             | 0       | 0       | 0       |
| 2015                               | OAK    | 7      | 0           | 12      | 9       | 3       | 1,0     | 0             | 0             | 0             | 0             | 0             | 0       | 0       | 0       |
| 2017                               | DEN    | 16     | 6           | 34      | 22      | 12      | 5,5     | 3             | 0             | 0             | 0             | 0             | 0       | 0       | 0       |
| 2018                               | DEN    | 16     | 0           | 39      | 23      | 16      | 1,5     | 4             | 1             | 0             | 0             | 0             | 0       | 0       | 0       |
| 2019                               | DEN    | 16     | 16          | 49      | 28      | 21      | 6,0     | 9             | 0             | 0             | 0             | 0             | 1       | 0       | 0       |
| 2020                               | DEN    | 11     | 11          | 32      | 20      | 12      | 2,5     | 7             | 0             | 0             | 0             | 0             | 1       | 0       | 0       |
| 2021                               | DEN    | 16     | 16          | 49      | 24      | 25      | 6,0     | 2             | 0             | 0             | 0             | 0             | 1       | 0       | 0       |
| 2022                               | SEA    | 15     | 15          | 44      | 24      | 20      | 2,0     | 4             | 0             | 0             | 0             | 0             | 0       | 0       | 0       |
| 2023                               | CLE    | 17     | 7           | 28      | 17      | 11      | 1,5     | 5             | 0             | 0             | 0             | 0             | 1       | 0       | 0       |
| 2024                               | CLE    | 14     | 13          | 37      | 18      | 19      | 1,5     | 2             | 0             | 0             | 0             | 0             | 1       | 0       | 0       |
| Gesamt                             | Gesamt | 129    | 84          | 326     | 186     | 140     | 27,5    | 36            | 1             | 0             | 0             | 0             | 4       | 0       | 0       |
| Quelle: pro-football-reference.com |        |        |             |         |         |         |         |               |               |               |               |               |         |         |         |